# Georges Van der Straeten
Georges Van der Straeten (1856-1941) was een Belgisch beeldhouwer geboren in Gent, die voornamelijk werkzaam was in Parijs. Op de Parijse Wereldtentoonstelling van 1900 kreeg hij een zilveren medaille toegewezen. In 1903 werd hij benoemd tot de Nationale orde van het Legioen van Eer. Georges Van der Straeten staat vooral bekend voor het uitbeelden van de vrouwelijke schoonheid. Zijn stijl lag in de lijn met die van Emmanuel Villanis. 

## Biografie
Georgius Carolus Ferdinandus Van der Straeten werd geboren op 22 december 1856 in Gent. Zijn ouders, Louis Van der Straeten (1822 – 1904) en Mathilde Seth (1826 – 1906), huwden een jaar eerder in februari 1855. Georges Van der Straeten was het oudste kind van drie. Na hem volgden Albert Van der Straeten (1858 – 1946) en Alice Van der Straeten (1862 – 1947). Albert Van der Straeten werd later procureur des Konings in Gent.
Georges Van der Straeten volgde zijn middelbare studies aan het Sint-Barbaracollege in Gent. Toen hij zijn secundair studies voltooide, schreef hij zich in aan de Rijksuniversiteit Gent voor de opleiding Rechten, waar hij op 22-jarige leeftijd zijn diploma behaalde zonder grote onderscheiding. Hierdoor behaalde hij de titel advocaat, nadat hij bovendien ook een tweejarige stage doorliep bij het advocatenkantoor van zijn vader. Na amper vier jaar stopte Georges Van der Straeten in 1882 met het beroep om zich volledig te concentreren op zijn kunstenaarschap. In die periode hield hij zich al twee jaar bezig met beeldhouwen.
Naast het feit dat zijn vader Louis Van der Straeten zijn zoon beïnvloedde advocaat te worden, kreeg hij door hem zijn liefde voor de kunst. Vader Van der Straeten hield zich tijdens zijn beroep als advocaat bezig met schilderen, vooral van kustlandschappen. Louis Van der Straeten wilde dat zijn zoon, naast een juridische opleiding, ook een artistieke opleiding zou doorlopen. Daarvoor richtte hij op de tweede verdieping van hun woning een kamer in zodat zijn zoon artistiek bezig kon zijn. Théo van Rysselberghe schilderde er het portret van de beginnende beeldhouwer.
Gustave Kastelyn leerde Georges Van der Straeten het vak. Onder Kastelyns hoede maakte hij ornamenten, iets waar hij zich al snel van zal distantiëren, omdat hij interessantere sculpturen wilde maken. Van der Straeten richtte zijn aandacht op de portretkunst. Hiervoor portretteerde hij enkele leden van zijn familie om te oefenen. In het vroege begin van zijn carrière als beeldhouwer maakte hij kleimodellen van bedelaars, vreemde figuren die op straat te zien waren en kleine beelden die leken op figuren uit de schetsen van Honoré Daumier. De onderwerpen van Georges Van der Straetens werken maakten twee grote veranderingen door: eerst vervingen danseressen en circusartiesten zijn figuren uit de laagste lagen van de maatschappij. Daarna legde hij zijn focus op kleinere beelden en groepen waarin een duidelijke invloed van onderwerpen uit de schilderijen van Antoine Watteau, François Boucher of Jean-Honoré Fragonard te zien zijn. Hij legde meer de nadruk op de vrouwelijke schoonheid in zijn beelden, die sindsdien een kwaliteit van zijn werk werd en waarmee hij later succes kende in Parijs.
Jan Van Beers raadde Georges Van der Straeten een opleiding bij Jef Lambeaux aan. Door Van Beers' advies - alsook dat van Georges Rodenbach, goede vriend en studiegenoot, verliet hij Gent voor Parijs. Naast zijn passie voor beeldhouwen had hij in zijn jeugd nog drie andere bezigheden: pianospelen, zingen en voordragen. In zijn jonge jaren combineerde hij pianolessen met zingen, iets waarin hij zo goed bleek te zijn dat hij zelf de solopartijen mocht zingen in het koor van het Sint-Barbaracollege. Daarnaast behaalde hij geregeld de eerste prijs in het vak voordragen op diezelfde school.

## Parijs
Na de terugkeer van Georges Rodenbach zijn stage in Parijs naar België, spoorde hij Van der Straeten aan om Gent te verlaten, zijn carrière als advocaat op te geven en zich in de Franse hoofdstad te vestigen. Een tweede invloedrijke figuur in Georges Van der Straetens beslissing om zijn carrière als advocaat op te geven en Gent te verlaten, was Jan Van Beers. In 1883 exposeerde Van der Straeten op de Gentse Salon een terracottagroep genaamd L’amant de cœur. Enkele dagen voor de opening van de tentoonstelling betrad de kunstschilder de zaal, waar hij gefascineerd zou geweest zijn door Van der Straetens groep. Volgens de memoires van Van der Straeten zou Jan Van Beers de beeldhouwer gefeliciteerd hebben en voerden ze een diepgaand artistiek gesprek. Tijdens deze discussie zou Van Beers de jonge kunstenaar aangemoedigd hebben om zich in Parijs te vestigen, waar hij volgens de Lierse kunstschilder het beste onderwijs en de snelste roem zou vinden. Dat advies markeerde een keerpunt in de carrière van Georges Van der Straeten. Overigens waren Georges Rodenbach en Jan Van Beers geen onbekenden voor elkaar. Ze werkten nauw samen bij het boek L’Hiver mondain van Rodenbach waarvoor Jan Van Beers de illustraties verzorgde.
Bij zijn aankomst in Parijs vestigde Georges Van der Straeten zich aanvankelijk in een hotelkamer, in afwachting van een geschikte woonruimte met atelier. Zijn eerste onderkomen bestond uit twee zolderkamers in de rue Jean-Jacques Rousseau, vlak bij het Louvre. Vervolgens betrok hij zijn eerste langdurige verblijf in de rue de Vintimille, waar hij op nummer 20 over zowel een atelier als een woonruimte op de begane grond beschikte. Enkele jaren eerder had Claude Monet in datzelfde gebouw een tijdelijke verblijfplaats. Later verhuisde Van der Straeten naar een ruimer pand in de rue Bayen 31, een residentie waar uitsluitend artiesten woonden. Daarna verbleef hij ook nog in de rue des Acacias en tegen het einde van zijn Parijse carrière beschikte hij over een atelier aan de Avenue Hoche in combinatie met een appartement in de rue de Tocqueville. Zijn atelier in de rue des Acacias bestond uit een ontvangstruimte en een werkruimte, die gescheiden konden worden van elkaar met een gordijn.

### Parijse uitgevers
Met een aanbevelingsbrief van Van Mons, een Brusselse collega-advocaat, en een kleine buste in zijn bezit, stelde Georges Van der Straeten zich voor bij de Société des Bronzes de Paris. Volgens de beeldhouwer oordeelden de directeur van de zaak en diens echtgenote aanvankelijk dat zijn werk niet aansloot bij de stijl van het huis. Toch besloten ze het aangeboden beeld in verkoop te nemen. Die bleek succesvol, waarop Van der Straeten de gelegenheid kreeg een tweede werk in dezelfde stijl te vervaardigen. Dit markeerde het begin van een samenwerking, die uiteindelijk zou resulteren in ongeveer 40 bustes en verscheidene kleinere beeldhouwwerken.
Naast zijn samenwerking met de Société des Bronzes de Paris vond Georges Van der Straeten in Eugène Blot nog een waardevolle handelspartner, die eveneens optrad als uitgever van zijn werk. De beeldhouwer waakte nauwgezet over de verspreiding en reproductie van zijn oeuvre, ook al werden zijn beelden op grote schaal geproduceerd. Zijn toewijding ging zelfs zo ver dat hij juridische stappen ondernam tegen Pierre Decam, een Parijse kunsthandelaar die zonder de toestemming van Van der Straeten de beeldengroep La Pierrette zou hebben gereproduceerd. Decam zei in zijn verdediging dat hij eigenaar was van het originele beeld en aldus het reproductierecht bezat. Bovendien beschuldigde hij Van der Straeten ervan het werk twee keer aan hem te hebben verkocht. De rechter verwierp deze beweringen en veroordeelde Decam tot een boete van vijf frank, alsook tot het betalen van een schadevergoeding van 500 frank. Van der Straetens juridische achtergrond stelde hem in staat goed geïnformeerd te zijn over zijn rechten en belangen. In de beginfase van zijn carrière in Parijs verkocht hij echter geregeld de auteursrechten samen met het kunstwerk, in de overtuiging dat hij via royalty’s zou kunnen profiteren van toekomstige verkopen. 

### Parijse Salons
In een periode van 27 jaar, waarin Georges Van der Straeten zes keer niet deelnam aan de Parijse Salon, exposeerde hij in totaal 29 sculpturen. Twee jaar na zijn aankomst in Parijs nam Van der Straeten in 1885 voor het eerst deel aan een Parijse Salon. Daar presenteerde hij in het Palais des Champs-Elysées dezelfde gipsen buste van de dochter van Jean Worth, die hij een jaar eerder op de Salon van Brussel aan het publiek toonde. Een jaar later kreeg Le Drame heel wat persaandacht. De buste van Sarah Bernhardt werd afgebeeld in L’Echo journal illustré de la famille. Voor dit beeld introduceerde Jan Van Beers hem bij de actrice. Van der Straeten had de intentie haar portret te exposeren op een Salon, in de hoop dat haar bekendheid zou bijdragen aan de promotie van zijn werk en artistieke reputatie. Volgens de kunstenaar zelf droeg de beroemdheid van de actrice in aanzienlijke mate bij tot het succes van het werk. Hoewel de ontmoeting tussen Bernhardt en Van der Straeten slechts twintig minuten duurde, koos de beeldhouwer ervoor om, op basis van foto’s van de actrice, een buste te creëren met een theatermasker op de sokkel. Op de Salon van 1890 ontving hij een mention honorable voor zijn Printemps en Mlle la vicomtesse de B... Tien jaar later kreeg Van der Straeten als Belgisch beeldhouwer, die woonde en werkte in Parijs, de leiding over de organisatie van de plaatsing van de sculpturen op de Wereldtentoonstelling van 1900 in Parijs. In zijn memoires valt er te lezen dat hij hier trots op was, maar over zijn eigen inzending had hij toen geen goed gevoel. Normaal zou hij zijn Sous l’Empire exposeren, maar verzekeringsproblemen rond het beeld zorgden voor de nodige complicaties en daardoor stapte hij van dit idee af. Door de raad van Emile Wauters toonde Van der Straeten de buste van Jan Van Beers onder de naam Sous l’Empire. De beeldhouwer ontving hiervoor een zilveren medaille. Verder kreeg hij in 1903 de titel van Chevalier de la Légion d’honneur toegewezen.
Op bustes van Maurice Depret, Alfred Le Legras en Jan Van Beers na, hadden zijn geëxposeerde beelden op de Parijse Salons een overduidelijk centraal thema: de vrouw. In Parijs legde Georges Van der Straeten de nadruk op het sierlijke, charmante of fantasierijke in zijn vrouwelijke sculpturen. Marmer en gips waren zijn favoriete materialen op de Parijse Salons. 

### Belgische Salons
In België exposeerde Georges Van der Straeten het meest op de Gentse Salons. Niet eigenaardig aangezien het zijn geboortestad is. Bovendien was er nog een belangrijke reden: zijn vader zat er in de commission directrice. Dat zal de toelating voor zijn eerste deelname aan de triënnale van 1880 zeker en vast vergemakkelijkt hebben. Louis Van der Straeten besloot in 1897 te stoppen als lid van de Gentse commission directrice wegens gezondheidsredenen. Op de Salon van 1880 stelde Georges Van der Straeten twee terracottabeelden tentoon. Drie jaar later bracht hij opnieuw twee beelden mee, één buste en één groep. Het was pas op de Gentse Salon van 1889 dat de schrijvende pers noemenswaardige aandacht schonk aan wat hij tentoonstelde. De toenmalige Belgische pers legde vooral de nadruk op het charmante en fantasierijke in zijn werken, iets waarmee hij in Parijs op dat moment succes kende. Journal de Gand oordeelde dat hij details als linten goed wist weer te geven in zijn tentoongestelde beelden, Embrasse! en Buste de Mlle A. W, op de Salon van 1889. Al linkte de pers zijn werk niet met grote kunst. In 1895 kwam hij opnieuw naar Gent met twee beelden: Le prélude en een gipsen versie van Sous l’Empire. Dat tweede beeld werd twee jaar voordien in Parijs tentoongesteld en een jaar later, in 1894, exposeerde Georges Van der Straeten er zijn marmeren versie van, die Albert Menier aanschafte. De laatste Gentse Salon, en daarbij de laatste Belgische Salon waaraan hij deelnam, was die van 1899. Daar stelde hij een marmeren vrouwenbuste en een gipsen buste van Jan Van Beers tentoon. Daarnaast was Georges Van der Straeten drie keer actief op een Brussels Salon. In 1884 stelde hij de gipsen buste van mevrouw Worth voor het eerst voor aan het Belgische publiek. In zijn kritiek over de Brusselse Salon van 1884 schreef Max Waller dat de jury Georges Van der Straeten onrechtvaardig behandelde door zijn beeld Fantasia op het laatste moment te weigeren. Ook Max Waller rekende de beeldhouwer niet tot de grote kunstenaars van zijn tijd, maar gaf wel toe dat hij over een verfijnd en fantasierijk talent beschikte waarmee hij zijn succes in Parijs verdiende. 
Opmerkelijk is dat hij in zijn beginperiode enkel terracottabeelden exposeerde. Pas wanneer hij in 1883 naar Parijs verhuisde en stopte als advocaat, kwam hij hier van los. De geëxposeerde gipsen beelden op de Belgische Salons waren daarentegen meestal eerdere bestellingen door de Parijse beau monde, zoals het borstbeeld van de vrouw van Charles Frederick Worth en het gipsen Sous l’Empire waarvan het marmeren beeld toebehoorde tot Albert Menier. Georges Van der Straetens beelden kregen, naar het einde toe, meer Belgische persaandacht. De media legden voornamelijk de aandacht op het verfijnde, fantasierijke en charmante in zijn vrouwelijke werken, iets waarmee hij op dat moment succes kende in Parijs. Toch werd zijn naam niet gelinkt met die van de grote kunst, daarvoor kregen andere prominentere beeldhouwers meer aandacht. Dat is iets waar Georges Van der Straeten zich ook van bewust was. Hij schreef zijn memoires neer met de bedoeling zijn landgenoten te informeren over zijn oeuvre.

## Invloedrijk netwerk
Tijdens zijn universitaire studies liet Georges Van der Straeten zich opnemen in het Gentse Kunstgenootschap, een culturele en artistieke vereniging waar zijn vader ook lid van was. Het was op een van hun tentoonstellingen dat Georges Van der Straeten zijn eerste beeld, Eve défendant ses pommes, exposeerde. In deze jaren legde hij zijn eerste contacten met andere Gentse kunstenaars. Zo ontmoette hij er zijn mannelijke generatiegenoten Jean Delvin, zijn eerste leraar Gustave Kastelyn en Théo van Rysselberghe, die in 1882 zijn portret schilderde. In 1879 fuseerde het Kunstgenootschap met de Société Littéraire Gantoise, zo ontstond Le Cercle Artistique et Littéraire de Gand.
Jan Van Beers speelde een cruciale rol in de carrière als kunstenaar van Georges Van der Straeten. Op de Gentse Salon van 1883 was de Lierse kunstschilder onder de indruk van L’amant de coeur, een beeldengroep van Van der Straeten. Mede door zijn advies en aandringen verliet de beeldhouwer zijn geboortestad en trok naar Parijs. De twee kenden elkaar al door een eerdere ontmoeting aan zee. Van der Straeten maakte deel uit van een team kunstenaars van Van Beers. De twee organiseerden een duotentoonstelling in Londen. De expositie vond plaats in een schilderijengalerij in Oxford Street. Tijdens zijn verblijf in Engeland bezocht Georges Van der Straeten de grote musea en dineerde hij naar eigen zeggen samen met onder meer Frederic Leighton, John Singer Sargent, Oscar Wilde, Marion Spielmann, die later een tekst publiceerde over Georges Van der Straeten in The Magazine of Art en Lourens Alma Tadema, wiens huis Van der Straeten op uitnodiging mocht bezoeken. De duotentoonstelling met Jan Van Beers werd geen commercieel succes voor de beeldhouwer, maar zijn nieuwe connecties en wat hij er zag, waren volgens hem een ervaring op zich. Als bekroning op hun vriendschap maakten Jan Van Beers en Georges Van der Straeten elkaars portret. De weduwe van Jan Van Beers vroeg Van der Straeten ook het portret van haar echtgenoot te plaatsen op diens graf.
Het contact met Jan Van Beers was cruciaal voor Georges Van der Straeten. Wanneer de beeldhouwer nieuwe, grote opdrachten nodig had, wendde hij zich tot de kunstschilder. De goede relatie van Van Beers met Charles Yerkes, een invloedrijke Amerikaanse ondernemer en investeerder, resulteerde in heel wat opdrachten voor Van der Straeten. Hieruit volgde onrechtstreeks ook een opdracht met actrice Ada Rehan, nadat ze onder de indruk was van een van diens sculpturen in de collectie van Yerkes. Ook kreeg hij twee opdrachten van het gerenommeerde modehuis Worth: een buste van vader Charles Frederick Worth en een portret van Andrée Caroline Marie Louise Worth, de dochter van Jean Worth en kleindochter van Charles Fredrick Worth. Dankzij deze opdrachten wist Van der Straeten zijn nieuwe netwerk optimaal te benutten. Later liet hij voor zijn modellen op maat gemaakte kostuums vervaardigen door Jean Worth, wat hem in staat stelde met grotere nauwkeurigheid aan zijn sculpturen te werken en een beter inzicht te krijgen in de drapering van de stoffen

## Latere leven
In de Eerste Wereldoorlog keerde Georges Van der Straeten even terug naar België, om erna ingezet te worden op de postdienst in Frankrijk. Hij verbleef in die periode ook enige tijd in het zuiden van Frankrijk. Het einde van zijn carrière als kunstenaar zat er al aan te komen. Rond 1928 keerde hij terug naar zijn geboortestad Gent. Georges Van der Straeten stierf er in juli 1941 toen zijn broer Albert Van der Straeten eigenaar was van het ouderlijke huis in de Kasteellaan 10-12 (het huidige nummer 50). Georges Van der Straeten bleef ongehuwd en liet geen kinderen na. 